# Procambarus milleri
Procambarus milleri är en sötvattenlevande kräfta som lever endemiskt i USA.